# Wojna rosyjsko-perska (1796)
Wojna rosyjsko-perska – wojna pomiędzy Imperium Rosyjskim a Persją stoczona w 1796 roku.
Pod koniec XVIII w Persji doszło do sporu o władze pomiędzy wieloma frakcjami. Wykorzystując osłabienie państwa perskiego w tym okresie Katarzyna II Wielka podjęła próby zdobycia większych wpływów na Kaukazie. W 1783 roku tereny gruzińskiego królestwa Kartlii dostały się pod panowanie Rosji. Trzy lata później przyłączono Dagestan. 
Po koronacji szacha Aghi Mohammada Chana w roku 1794, celem władcy perskiego stało się odzyskanie utraconych terenów. W 1795 roku Mohammad wkroczył do Gruzji zajmując Tbilisi i zmuszając ludność Kartlii do powrotu pod władzę perską. W tej sytuacji Katarzyna wysłała przeciwko szachowi oddziały wojskowe. Siły rosyjskie liczyły 13 000 ludzi, dowodzone przez hrabiego Waleriana Zubowa. W kwietniu 1796 roku Rosjanie opuścili Kizlar, a następnie zajęli twierdzę Derbent w dniu 10 maja. Miesiąc później Zubow zajął większą część północnego Azerbejdżanu, m.in. chanaty Baku i Gandżę. Po śmierci Katarzyny w listopadzie tego samego roku i objęciu tronu przez Pawła I, armia Zubowa została wycofana z Kaukazu. Wojna roku 1796 nie przyniosła żadnej ze stron większych strategicznych sukcesów.